# Collegio uninominale Veneto 2 - 05 (2017)
Il collegio elettorale uninominale Veneto 2 - 05 è stato un collegio elettorale uninominale della Repubblica Italiana per l'elezione della Camera dei deputati tra il 2017 ed il 2022.

## Territorio
Come previsto dalla legge elettorale italiana del 2017, il collegio era stato definito tramite decreto legislativo all'interno della circoscrizione Veneto 2.
Era formato dal territorio di 33 comuni: Agugliaro, Albettone, Alonte, Arcugnano, Asigliano Veneto, Barbarano Vicentino, Bolzano Vicentino, Brendola, Camisano Vicentino, Campiglia dei Berici, Castegnero, Gambellara, Grisignano di Zocco, Grumolo delle Abbadesse, Longare, Lonigo, Montebello Vicentino, Montegalda, Montegaldella, Monticello Conte Otto, Mossano, Nanto, Noventa Vicentina, Orgiano, Pojana Maggiore, Quinto Vicentino, Sarego, Sossano, Torri di Quartesolo, Val Liona, Vicenza, Villaga e Zovencedo.
Il collegio era quindi interamente compreso nella provincia di Vicenza.
Il collegio era parte del collegio plurinominale Veneto 2 - 02.

## Eletti
| Elezione | Elezione | Deputato             | Partito      |
| -------- | -------- | -------------------- | ------------ |
|          | 2018     | Pierantonio Zanettin | Forza Italia |

## Dati elettorali

### XVIII legislatura
Come previsto dalla legge elettorale, 232 deputati erano eletti con sistema a maggioranza relativa in altrettanti collegi uninominali a turno unico.
| Candidati              | Candidati                      | Voti    | %     | Liste                    | Voti    | %     |
| ---------------------- | ------------------------------ | ------- | ----- | ------------------------ | ------- | ----- |
|                        | Pierantonio Zanettin ✔️ Eletto | 74 181  | 48,33 | Lega                     | 48 799  | 31,79 |
| Forza Italia           | Pierantonio Zanettin ✔️ Eletto | 74 181  | 48,33 | 15 864                   | 10,34   |       |
| Fratelli d'Italia      | Pierantonio Zanettin ✔️ Eletto | 74 181  | 48,33 | 7 684                    | 5,01    |       |
| Noi con l'Italia - UDC | Pierantonio Zanettin ✔️ Eletto | 74 181  | 48,33 | 1 834                    | 1,19    |       |
|                        | Caterina Bedin                 | 36 240  | 23,61 | Movimento 5 Stelle       | 36 240  | 23,61 |
|                        | Alessandra Marobin             | 31 574  | 20,57 | Partito Democratico      | 25 512  | 16,62 |
| +Europa                | Alessandra Marobin             | 31 574  | 20,57 | 4 775                    | 3,11    |       |
| Italia Europa Insieme  | Alessandra Marobin             | 31 574  | 20,57 | 791                      | 0,52    |       |
| Civica Popolare        | Alessandra Marobin             | 31 574  | 20,57 | 496                      | 0,32    |       |
|                        | Beatrice Peruffo               | 4 213   | 2,74  | Liberi e Uguali          | 4 213   | 2,74  |
|                        | Sebastiano Rappo               | 1 526   | 0,99  | CasaPound                | 1 526   | 0,99  |
|                        | Katia Biasiolo                 | 1 317   | 0,86  | Il Popolo della Famiglia | 1 317   | 0,86  |
|                        | Elena Ambrosini                | 1 229   | 0,80  | Potere al Popolo!        | 1 229   | 0,80  |
|                        | Daniele Beschin                | 1 071   | 0,70  | Italia agli Italiani     | 1 071   | 0,70  |
|                        | Paola Giorio                   | 739     | 0,48  | Partito Valore Umano     | 739     | 0,48  |
|                        | Rino Miglioranza               | 630     | 0,41  | Grande Nord              | 630     | 0,41  |
|                        | Luca Rosini                    | 619     | 0,40  | 10 Volte Meglio          | 619     | 0,40  |
|                        | Paola Ferri                    | 152     | 0,10  | PRI - ALA                | 152     | 0,10  |
| Totale                 | Totale                         | 153 491 | 100   |                          | 153 491 | 100   |
|                        |                                |         |       |                          |         |       |
| Voti non validi        | Voti non validi                | 4 539   | 2,87  |                          |         |       |
| Votanti                | Votanti                        | 158 030 | 79,21 |                          |         |       |
| Elettori               | Elettori                       | 199 507 |       |                          |         |       |